# Castelo de Forfar
O Castelo de Forfar (em inglês:  Forfar Castle) foi um castelo do século XI localizado em Forfar, Angus, Escócia.

## História
O castelo foi usado como base de Malcolm III da Escócia na preparação do exército para defrontar os invasores dinamarqueses, sob o comando de Camus, resultando na vitória em Aberlemno e Barry no ano de 1012.